# Типологічна класифікація мов
Типологічна класифікація мов — класифікація мов світу на основі виявлення подібностей і відмінностей, що притаманні мовній будові як найважливіші властивості мови, але які не залежать від генетичної спорідненості мов.
Типологічні класифікації мови:
- Морфологічна
- Синтаксична

Багато лінгвістів під типологічною класифікацією мов розуміють власне морфологічну. Зокрема «Короткий тлумачний словник лінгвістичних термінів» за редакцією С. Я Єрмоленка дає визначення типологічної класифікації мов:
| установлення характерних ознак граматичної будови мови, способів творення граматичних форм, що є основою для визначення типу мови, або морфологічної класифікації мов.[1] |